# Hans Heinrich von Stöcken
Hans Heinrich von Stöcken (* 10. Mai 1666 in Kopenhagen; † 2. November 1709 in Den Haag) war ein dänischer Diplomat.

## Familie
Stöcken stammte aus einer Rendsburger Ratsherrenfamilie. Sein Großvater Hinrich von Stökken († 1643) war dort Zollverwalter. Seine Eltern waren Heinrich von Stöcken (1631–1681) und Anna Catharina von Felden. Der Vater kontrollierte als Rentmeister und Generalkriegskommissar das gesamte dänische Finanzwesen und wurde 1679 in den Adelsstand erhoben. Brüder des Vaters waren der Jurist Gerhard von Stökken (1629–1681), Professor in Straßburg und der Pastor Christian von Stökken (1633–1684) Generalsuperintendent im Herzogtum Schleswig und Dichter des Barock.
Stöckens Geschwister waren Cai Burchard (1661–1710), Landdrost und dänischer Gesandter für Holstein-Glückstadt am Reichstag in Regensburg, wo er laut Begräbnisverzeichnis auf dem Gesandtenfriedhof begraben wurde. Seine Grabstätte ist nicht erhalten; seine Schwester Abigael Marie (um 1662–1714), verheiratet mit Oberrentmeister Peter von Brandt; Christopher Ernst (1664–1711); dänischer Admiral; Anna Margrethe (1668–1732) verheiratet mit Landdrost Conrad Bierman von Ehrenschild und Gerhard Christian (1671–1728), zuletzt dänischer Generalleutnant.
Stöcken war mit Marie von Boefeke verheiratet, die wie er mit der Familie Biermann von Ehrenschild verschwägert war. Seine Frau überlebte ihn um 23 Jahre. Der Sohn Christian von Stöcken (1694–1762) wurde Jurist, 1746 zum Kammerherren und 1760 zum Geheimrat ernannt.

## Laufbahn
Stöcken trat wie sein Vater und seine Brüder in den dänischen Staatsdienst ein. Wie sein älterer Bruder Cai Burchard wurde er Gesandter. Im Jahr 1688 wurde Stöcken mit diplomatischem Auftrag zum Kurfürsten in Köln und zum Bischof von Münster geschickt. Nach mehreren Auslandsaufenthalten war er 1691 in der Auslandsabteilung beschäftigt und im folgenden Jahr teils bei der „Deutschen Kanzlei“ (dänisch Tyske Kancelli), teils im Ausland. Im Jahr 1698 wurde Stöcken außerordentlicher Gesandter in England und 1700 Gesandter in den Generalstaaten, wo er bis zu seinem Tod blieb. Zudem erfolgte 1699 die Ernennung zum Etatsrat.
Hans Heinrich von Stöcken starb am 2. November 1709 im Alter von 43 Jahren. Er wurde wie sein Vater in der Trinitatis-Kirche in Kopenhagen beigesetzt.
Stöckens Nachfolger als dänischer Resident in Den Haag wurde sein Vetter Hans Heinrich von Stökken (* 1684).

## Auszeichnungen
- Ritter des Dannebrogordens (1709)